# Die Entscheidung (1945)
Die Entscheidung, auch bekannt als Das Tal der Entscheidung (Originaltitel: The Valley of Decision), ist ein US-amerikanisches Filmdrama mit Greer Garson und Gregory Peck aus dem Jahr 1945. Als Vorlage diente der gleichnamige Roman von Marcia Davenport.

## Handlung
Mary Rafferty lebt im Jahr 1873 im Arbeiterviertel von Pittsburgh. Sie ist die Tochter des irischen Einwanderers Pat Rafferty, der seit einem Unfall im Stahlwerk des Industriellen William Scott im Rollstuhl sitzt. Da ihre Familie arm ist und Mary sich etwas dazuverdienen möchte, nimmt sie eine Stelle als Dienstmädchen im Haus von William Scott an. Ihr Vater ist aus Groll gegen Scott äußerst verärgert über diese Entscheidung. Mary lässt sich jedoch nicht umstimmen. Daraufhin verliebt sie sich in Paul Scott, den ältesten Sohn des Hauses, der gerade aus London zurückgekehrt ist und die Fabrik modernisieren möchte. Als sich zwischen Mary und Paul eine Romanze entwickelt, führt dies zu Spannungen mit Louise Kane, die ebenfalls ein Auge auf den reichen Sohn des Stahlfabrikanten geworfen hat.
Ein Jahr später stehen sich Mary und Paul noch immer nahe. Er möchte sie sogar heiraten. Mary lehnt jedoch seinen Antrag ab, da sie nur ein Dienstmädchen ist und es sich nicht schickt, den Sohn des Arbeitgebers zu heiraten. Als Pauls Schwester Constance einen englischen Earl heiratet, verkündet sie ihrer Mutter Clarissa, dass sie mit ihm nach England ziehen werde und Mary als Dienstmädchen mitnehmen möchte. Nachdem Clarissa ihre Zustimmung gegeben hat, reist Mary zusammen mit Constance nach England, ohne sich von Paul zu verabschieden.
Nach zwei weiteren Jahren, als Pauls Vater von der Liebe seines Sohnes zu Mary erfährt, beordert er Mary nach Pittsburgh zurück und gibt der Hochzeit seinen Segen. Pauls und Marys Glück wird jedoch schon bald getrübt, als Marys Vater einen Streik gegen das Stahlwerk von William Scott anführt. Während William Streikbrecher zum Ort des Geschehens entsendet, versucht Mary zwischen den Fronten zu vermitteln. Der Unternehmer beauftragt schließlich seinen Sohn Ted, die Streikbrecher wieder nach Hause zu schicken. Doch Ted betrinkt sich und ist nunmehr unfähig, die Streikbrecher zu informieren. Es kommt daraufhin zu blutigen Auseinandersetzungen zwischen den streitenden Parteien. William Scott und Pat Rafferty kommen dabei ums Leben. Die Trauer um die toten Väter veranlassen Mary, Paul nicht zu heiraten.
Zehn Jahre vergehen, in denen Paul Louise Kane geheiratet hat und Vater eines Sohnes geworden ist. Als seine Mutter Clarissa schwer erkrankt, verlangt sie Mary zu sehen. Sie möchte Mary ihren Anteil am Stahlwerk vermachen, da sie überzeugt ist, dass diese für den Erhalt der Fabrik sorgen wird. Als Clarissa stirbt, wollen ihre Kinder Ted, William Jr. und Constance die Fabrik verkaufen, während Paul das Werk in der Familie halten möchte. Mary unterstützt ihn dabei, und gemeinsam können sie auch Constance auf ihre Seite ziehen und somit den Familienbesitz bewahren. Als Paul erkennt, dass seine Ehefrau Louise nur an seinem Geld interessiert ist, verlässt er sie und kehrt zu Mary zurück.

## Hintergrund
Der Film basiert auf dem Roman The Valley of Decision von Marcia Davenport. Nachdem MGMs Studioboss Louis B. Mayer die Filmrechte für 76.000 Dollar erworben hatte, machten sich die Autoren Sonya Levien und John Meehan daran, ein geeignetes Drehbuch zu schreiben. Da im Roman Paul und Mary am Ende nicht zueinanderfinden, aber Mayer ein Happy End verlangte, musste der Schluss geändert werden. Aufgrund der Zensur durfte allerdings nur angedeutet werden, dass Paul nach seiner Scheidung von Louise mit Mary vor den Traualtar schreiten wird.
Bei einem Budget von 2.165.000 Dollar erstreckten sich die Dreharbeiten über vier Monate. Als der Film der Presse erstmals vorgeführt wurde, kritisierten die Journalisten die übertriebene Darbietung von Lionel Barrymore in der Rolle von Greer Garsons verbittertem Vater. Aus Furcht vor schlechten Kritiken und einem finanziellen Misserfolg, ließ MGM eine Reihe von Szenen mit Barrymore kürzen und zum Teil neu drehen, was die Produktionskosten weiter in die Höhe trieb.

## Rezeption

### Veröffentlichung
Die Weltpremiere von Die Entscheidung fand am 3. Mai 1945 in New Yorks Radio City Music Hall statt. Das Filmdrama spielte in der Folge 8.096.000 Dollar ein und war damit in den Vereinigten Staaten einer der erfolgreichsten Filme des Jahres. Gregory Peck wurde mit dem Film zum Star, während Greer Garson ihre sechste Oscar-Nominierung als Beste Hauptdarstellerin erhielt. Gleichzeitig sollte es der letzte große Hit in ihrer Karriere werden. Nach ihrem Versuch, ihrem Image der noblen Frau mit Filmen wie Mann ohne Herz (1945) und Desire Me (1947) zu entkommen, die beide an der Kinokasse floppten, konnte sie nicht mehr an ihre alten Erfolge anknüpfen. In Deutschland kam Die Entscheidung im Oktober 1948 in die Kinos.

### Kritiken
„Gepflegte, gut besetzte Romanverfilmung“, befand das Lexikon des internationalen Films. Für Cinema war Die Entscheidung eine „[g]elungene Sozialanalyse“ und ein „[p]räzises historisches Gesellschaftsporträt“.
Bosley Crowther von der New York Times wies seinerzeit darauf hin, dass sich die Macher des Films „viele Freiheiten genommen“ hätten, um die Romanvorlage zu verändern. Doch werde „das allgemeine Kinopublikum“ an dieser Leinwandadaption dennoch „Gefallen finden“, da der Film „in vielerlei Hinsicht dramatisch sehr reizvoll“ sei. Variety meinte, dass „die Geschichte von unerfüllter Liebe zwischen dem Dienstmädchen und dem jungen Paul Scott […] bewegend erzählt“ werde. Die Besetzung sei „einheitlich exzellent, angeführt von Greer Garson“. Lediglich zu Beginn des Films passe Garson „nicht ganz in die Rolle des jungen irischen Mädchens“, im weiteren Verlauf, „sobald sich die Charaktere und die Handlung entwickeln“, erfülle sie jedoch „alle Ansprüche“. Gregory Peck, der ihr in der Rolle des Paul Scott zur Seite steht, sei „hervorragend“.

### Auszeichnungen
Der Film war bei der Oscarverleihung 1946 für zwei Oscars nominiert. In der Kategorie Beste Hauptdarstellerin, in der Greer Garson nominiert war, trat Joan Crawford in Solange ein Herz schlägt als Siegerin hervor. Auch Komponist Herbert Stothart konnte sich in der Kategorie Beste Filmmusik nicht gegen Miklós Rózsa und seine Musik für Alfred Hitchcocks Ich kämpfe um dich durchsetzen.

## Synchronisation
Die deutschsprachige Synchronfassung entstand 1948 durch das Filmstudio Tempelhof Berlin. Für das Dialogbuch und die Synchronregie war Georg Rothkegel verantwortlich.
| Rolle             | Darsteller     | Synchronsprecher |
| ----------------- | -------------- | ---------------- |
| Mary Rafferty     | Greer Garson   | Lu Säuberlich    |
| Paul Scott        | Gregory Peck   | Curt Ackermann   |
| Jim Brennan       | Preston Foster | Franz Nicklisch  |
| William Scott Jr. | Dan Duryea     | Clemens Hasse    |
| William Scott     | Donald Crisp   | Wolf Trutz       |